# Dismal Euphony
I Dismal Euphony sono stati una band gothic metal norvegese, formatasi a Stavanger nel 1992.

## Storia del gruppo
La storia dei Dismal Euphony inizia nel 1992 a Stavanger (Norvegia), quando il bassista Ole K.Helgesen e il batterista Kristoffer Austherin diedero vita ai "The Headless Children", un gruppo death metal influenzato da Slayer e Kreator. L'anno dopo si aggiunsero il cantante Erik Borgen ed il chitarrista Kenneth Bergsagel. Cambiarono allora il nome in "Carnal Tomb", incorporando nella loro musica elementi  black metal.
Ben presto Erik Borgen uscì dalla band e Helgesen assunse anche il ruolo di cantante, affiancato successivamente dalla voce femminile di Lin Achre Tveit (Keltziva), che in breve tempo acquistò importanza principale. Elin Overskott, infine, venne reclutata come tastierista.
Con l'ingresso di Overskott la loro musica divenne più melodica e dal tono decisamente malinconico. Nacquero così i "Dismal Euphony" nel 1995. Nello stesso anno, la band compose una demo dal titolo Spellbound, che destò interesse da parte di case discografiche europee. La Napalm Records li mise sotto contratto, producendo i successivi dischi: Soria Moria Slott e Autumn Leaves.
Successivamente, i Dismal Euphony firmarono per la Nuclear Blast ed incisero All Little Devils, da molti definito il loro miglior album e che vede l'ingresso di Anja Natasha al posto di Keltziva. L'ultimo lavoro del gruppo è Python Zero e dopo la sua pubblicazione la band si sciolse. La tastierista Elin Overskott morì per un'overdose di eroina il 6 settembre 2004, aveva 24 anni.

## Ultima Line-up
- Anja Natasha - voce
- Ole K. Helgesen - voce/basso
- Frode Clausen - chitarra
- Kristoffer Vold AKA Austrheim - batteria
- Svenn-Aksel Henriksen - tastiere

## Membri precedenti
- Erik Borgen - voce
- Kenneth Bergsagel - chitarra
- Linn Achre Tveit "Keltziva" - voce
- Elin Overskott - tastiere
- Dag Achre Tveit "Boreas" - basso

## Discografia
- 1995 - Spellbound (Demo)
- 1996 - Soria Moria Slott
- 1997 - Autumn Leaves - The Rebellion of Tides
- 1999 - All Little Devils
- 2000 - Lady Ablaze
- 2001 - Python Zero